# Sand Rock
Sand Rock – miasto w Stanach Zjednoczonych, w stanie Alabama, w hrabstwie Cherokee. W roku 2023 miasto zamieszkiwało 600 osób, a gęstość zaludnienia wynosiła 53,1 osoby/km².